# Stenelmis sinuata
Stenelmis sinuata är en skalbaggsart som beskrevs av Leconte 1852. Stenelmis sinuata ingår i släktet Stenelmis och familjen bäckbaggar. Inga underarter finns listade i Catalogue of Life.